# Kathedraal van Lucca
De Duomo di San Martino (Nederlands: Sint-Maartenskathedraal) is de kathedraal aan de Piazza San Martino van de Italiaanse stad Lucca. Dit is de hoofdkerk van het aartsbisdom Lucca. Hij is gewijd aan de heilige Martinus van Tours.
De bouw van de kathedraal begon in 1060, maar het werk aan de versierde gevels werd pas in 1241 voltooid. De westgevel is ontworpen door Guido Bigarelli, ook bekend onder de naam Guidetto da Como. De campanile dateert uit de 13e eeuw.
De kathedraal is van wit en grijs marmer. De voorgevel heeft diverse kolommen en bogen, en een standbeeld van Martinus van Tours (San Martino) op zijn paard.
Qua symmetrie klopt het gebouw niet helemaal. De rechtse boog is kleiner dan de anderen, omdat er te weinig ruimte over was tussen deze kathedraal en de campanile die er reeds stond. Deze architecturale fout komt door een meetfout in het ontwerp.

De kathedraal is nooit helemaal voltooid. Er hoort eigenlijk nog een top op, maar die is er nooit gekomen.

## Interieur
In de kathedraal bevinden zich diverse kunstwerken, zoals beelden en gebrandschilderde ramen. In een kapel bevindt zich het beeld Volto Santo (Heilig Gezicht) van Jezus met een donker gezicht. Het is gemaakt tussen 1170 en 1220; het kruis is circa 4 meter hoog, de Christusfiguur 2,5 m. De legende van dit beeld is dat Nicodemus een beeld van Christus heeft gesneden uit een ceder van Libanon. Het zou dus een echte afbeelding van Jezus zijn, gemaakt door een tijdgenoot. Het beeld bleef verborgen tot 782. In dat jaar zou een schip zonder bemanning de kust van Toscane (bij Luni) hebben bereikt. De bisschop van Lucca was in dat jaar op Goede Vrijdag naar Luna gegaan omdat hij in een visioen hiertoe opgedragen was. In een ossenwagen (vgl. 2 Samuel:6) werd het beeld naar Lucca gebracht.
Wegens de lange mouwen van de afgebeelde persoon, in combinatie met een riem, is de heersende opvatting dat het beeld onderdeel is geweest van een Syrisch altaar of er een kopie van is. Het beeld werd afgebeeld op de munten van keizer Otto IV (begin dertiende eeuw) en het wordt genoemd bij Dante (Inf. xxi, 48). De donkere kleur van dit cederen beeld is veroorzaakt door de eeuwenlange invloed van de rook van kaarsen en wierook.

Het beeld wordt jaarlijks op 13 september in processie door de straten van Lucca gedragen. Veel inwoners van de hele provincie zijn op die dag aanwezig in de hoofdstad. Alle ramen en arcaden zijn op die avond met lichtjes versierd en de avond eindigt met vuurwerk.
Nicola Pisano maakte de bovenlinkerdeur, die de Annunciatie, de geboorte van Christus en de Verering door de Heiligen voorstellen.

Er zijn werken van Domenico Ghirlandaio Madonna en kind en St. Pieter, Clemens, Paulus en Sebastianus; van Federico Zuccari Aanbidding der Wijzen, van Tintoretto een Laatste Avondmaal en van Fra Bartolomeo Maagd met kind en heiligen (1509).
Het beeldhouwwerk tussen de deuren is van Guido Bigarelli, de architect die ook de gevel ontwierp. De reliëfs beelden gebeurtenissen uit het leven van Sint-Maarten uit.

Er is een sarcofaag van Ilaria del Carretto gemaakt door Jacopo della Quercia (ca. 1374-1438). Op 8 december 1405 stierf zijn geliefde vrouw Ilaria del Carretto, tweede vrouw van Paolo Gulnigi, signore en stadsheer van Lucca, bij de geboorte van haar tweede kind. Uit grote liefde voor haar liet hij een praalgraf maken door de Siënese beeldhouwer Jacopo della Quercia tussen 1406 en 1408. Het beeld in Gotische stijl laat een vrouw zien met een hooggesloten gewaad die haar bevalligheid benadrukt. Het hondje aan haar voeten symboliseert de over de dood heenreikende trouw.

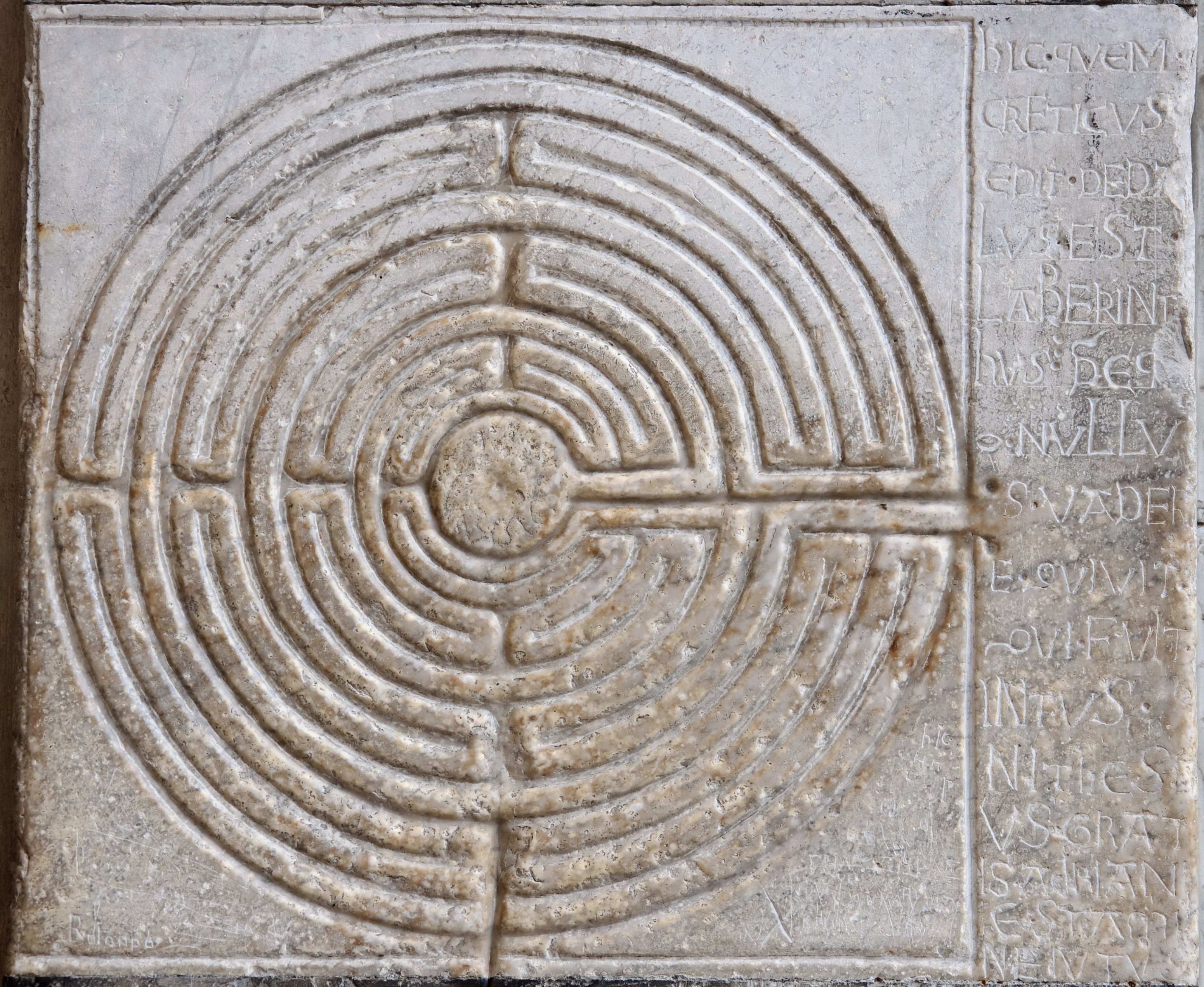
Vingerlabyrint bij de ingang van de kerk
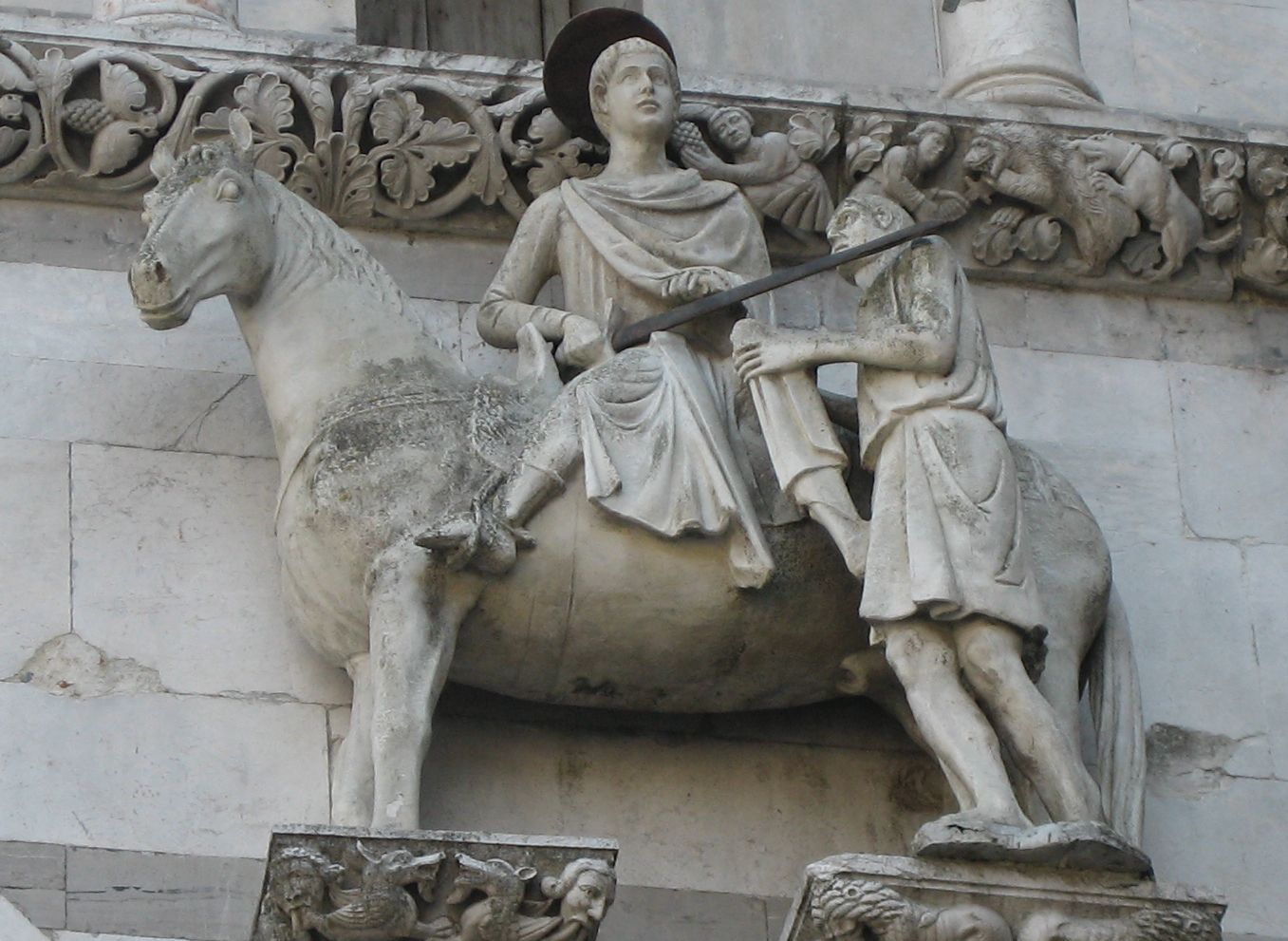
Sint Maarten op zijn paard
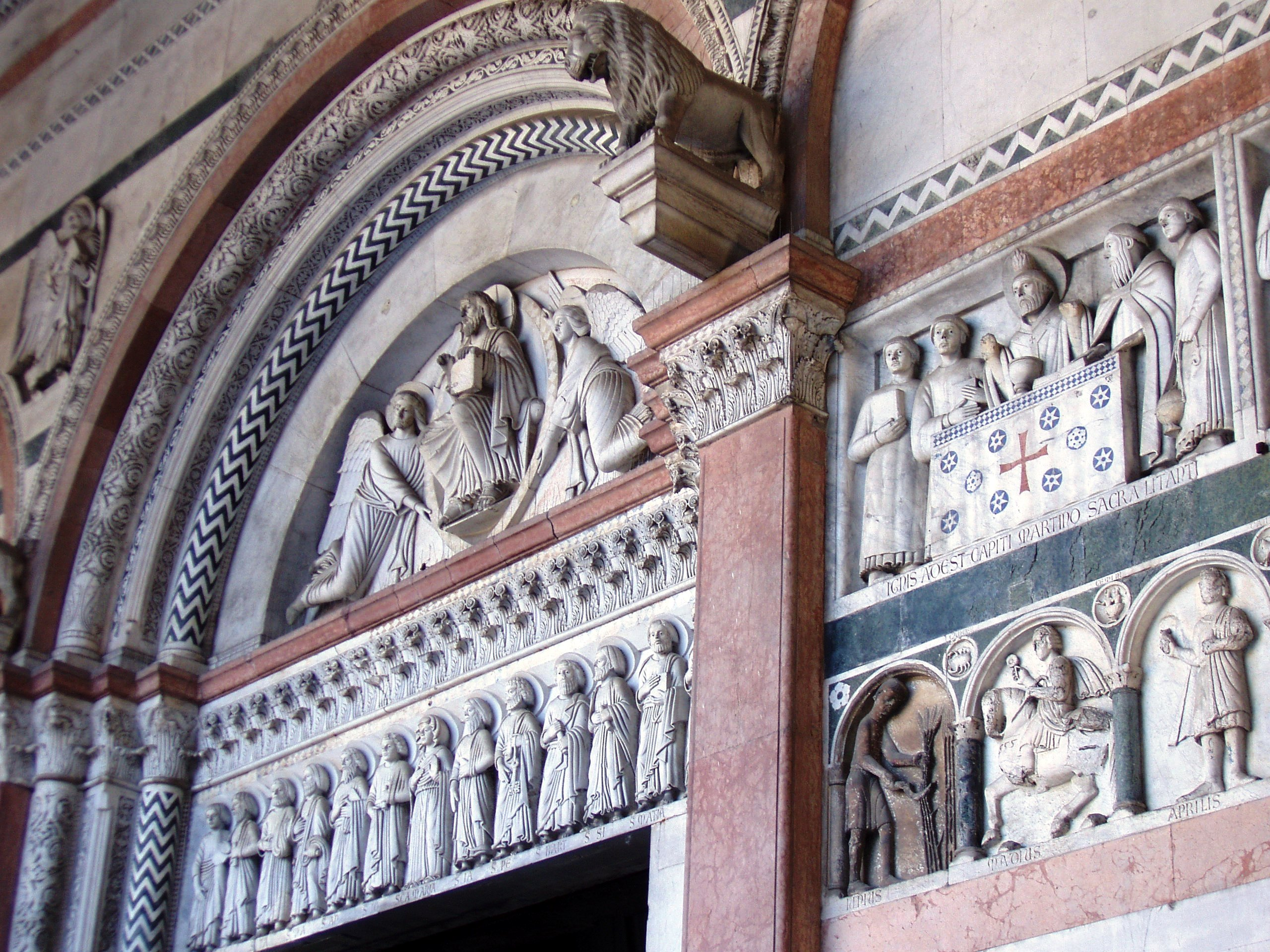
Detail voorgevel